# Bartholomæus Herman Løvenskiold
Bartholomæus Herman Løvenskiold, född den 29 september 1729 i Bolvigs järnverk, död 17 maj 1788 i Borrestad, var en norsk godsägare och topograf, son till Herman Leopoldus den yngre, adlad Løvenskiold, och biskop Deichmans dotter Margrethe.
Løvenskiold ärvde Fossum och Bolvigs järnverk, vilket han sålde 1779. Han blev kansliråd och bodde på godset Borrestad i Nedre Telemarken till sin död. Han utgav Beskrivelse over Bratsberg Amt og Skiens By med sine Forstæder (1784).